# Igay
Igay (Igaegi en euskera) es un concejo del municipio de Ribera Baja, en la provincia de Álava, País Vasco (España).

## Etimología
La palabra Igay o Igaray significa Junto al molino.

## Localización
Está ubicada a los 42° 44" 15" N y 0° 46" 25" O sobre una ladera a 548 m sobre el nivel del mar, en la orilla izquierda del río Bayas. Los terrenos sobre los que se asienta están constituidos por margas y areniscas ocre.

## Historia
El sitio fue poblado desde tiempos prehistóricos. Junto al río Bayas existe el denominado Dolmen de los Andrinales, uno más de los numerosos yacimientos prehistóricos que se encuentran en la zona. Descubierto en 1955 por Domingo Medrano, consta de media docena de losas de arenisca sin cubierta ni túmulo, hundidas en la tierra alrededor de una cámara y corredor cuyo eje tiene orientación N-S.
Las referencias históricas a Igay se remontan al siglo XI, al ser mencionado en la Reja de San Millán. Lugar de señorío en la hermandad de la Ribera, era uno de los 7 pueblos de la Ribera Baja y se regía por el alcalde mayor y demás justicia común a dichos 7 pueblos.
En 1802 dependía de la diócesis de Calahorra y de su vicaría de Miranda. 
Hacia mediados del siglo XIX, el lugar, ya por entonces parte del ayuntamiento de Ribera Baja, tenía contabilizada una población de 32 habitantes. Aparece descrito en el noveno volumen del Diccionario geográfico-estadístico-histórico de España y sus posesiones de Ultramar de Pascual Madoz de la siguiente manera:

IGAY: l. del ayunt. de Ribera Baja, en la prov. de Alava (á Vitoria 5 leg.), part. jud. de Añana, aud. terr. de Burgos, c. g. de las Provincias Vascongadas; dióc. de Calahorra (18). sit. entre dos montes algun tanto elevados, clima frio, combatido de todos los vientos, se padecen algunos constipados: cuenta 6 casas; igl. parr. que fué reunida á la de Melledes en 1728, y sus advocaciones son Ntra. Sra. del Rosario y San Juan, servidas por un cura beneficiado con título de perpetuo, y un sacristan nombrado por el cura; para los usos domésticos existe una fuente de aguas potables. El térm. confina N. San Pelayo; E. Melledes; S. y O. Quintanilla. El terreno es de mediana calidad, hallándose un pequeño monte junto á la pobl.; le atraviesa y fertiliza el r. Bayas, que tiene un puente para su paso. El correo se recibe de Miranda de Ebro. prod.: trigo, cebada, avena, lino y legumbres de buena calidad; cria de ganado mular, caballar y ovejuno: caza de perdices y raposos; pesca de anguilas, ruchas y barbos. ind.: ademas de la agricultura, hay un molino harinero, que pertenece al pueblo de San Pelayo y al que describimos. pobl.: 4 vec., 32 alm. riqueza y contr. con su ayunt. (V.)
(Madoz, 1847, p. 384)

## Demografía
El concejo ha seguido en este siglo las pautas demográficas de la gran mayoría de las localidades alavesas, es decir, ha sufrido una regresión poblacional, siendo más acusada a partir de la puesta en escena del desarrollo industrial de las tres últimas décadas, llegando a reducirse su población a la mitad. 
| Gráfica de evolución demográfica de Igay entre 2000 y 2017  |
|                                                             |
| Población de derecho según los censos de población del INE. |

## Lengua
Se desconoce la fecha en que se perdió el euskera, aunque probablemente tuvo lugar entre el siglo IX y el siglo XVI.

## Monumentos

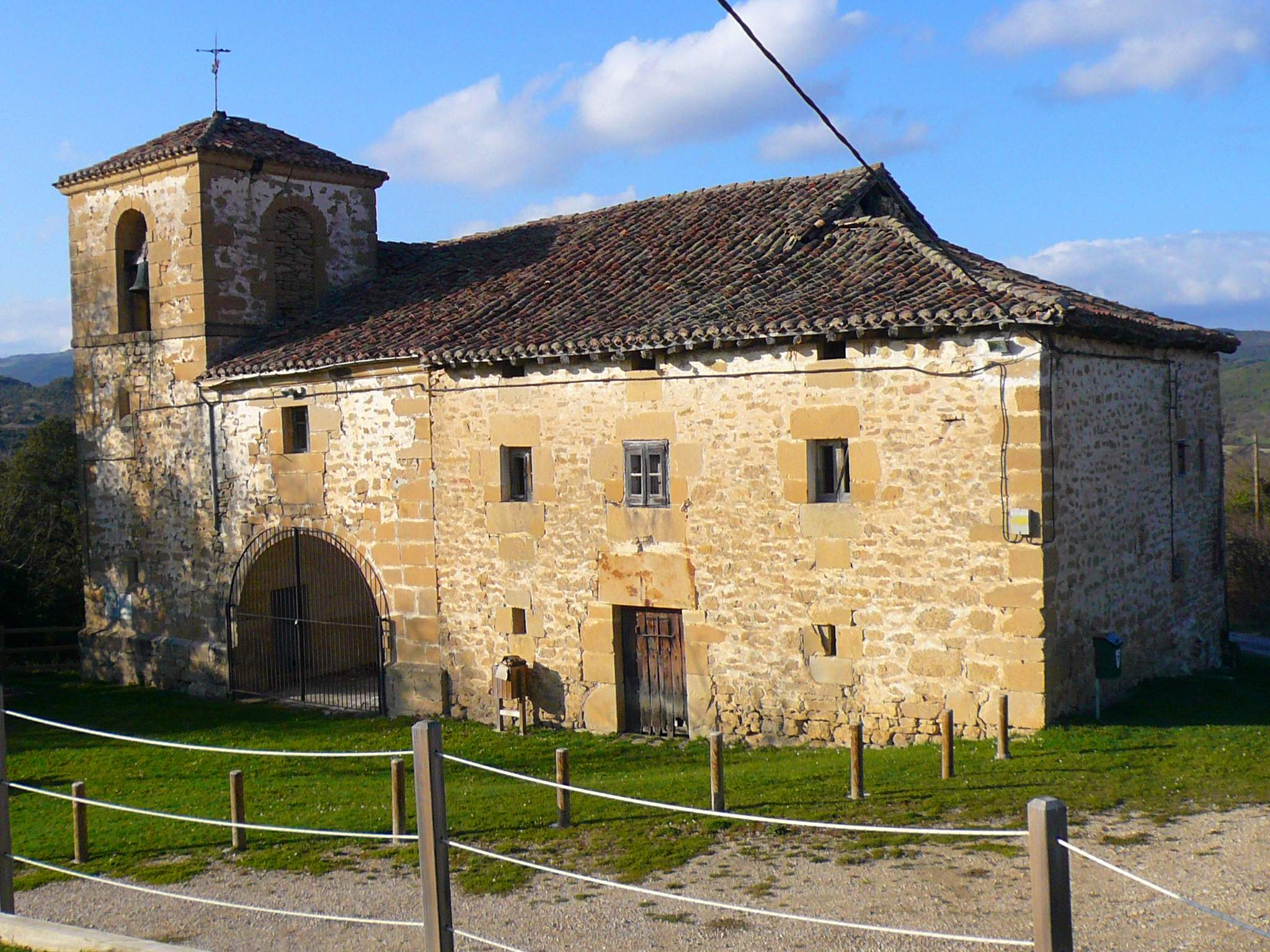
Iglesia de San Román de Igay

La iglesia parroquial, dedicada a San Román, es una construcción románica con muros de mampostería, torre de planta cuadrada y escasa altura, pórtico con un solo arco de buen tamaño. Sólo quedan restos en uno de sus muros de la primitiva edificación. 
En el interior, tanto la bóveda que cubre la planta rectangular del templo como el retablo central son de época barroca.